# 马莱阿斯角

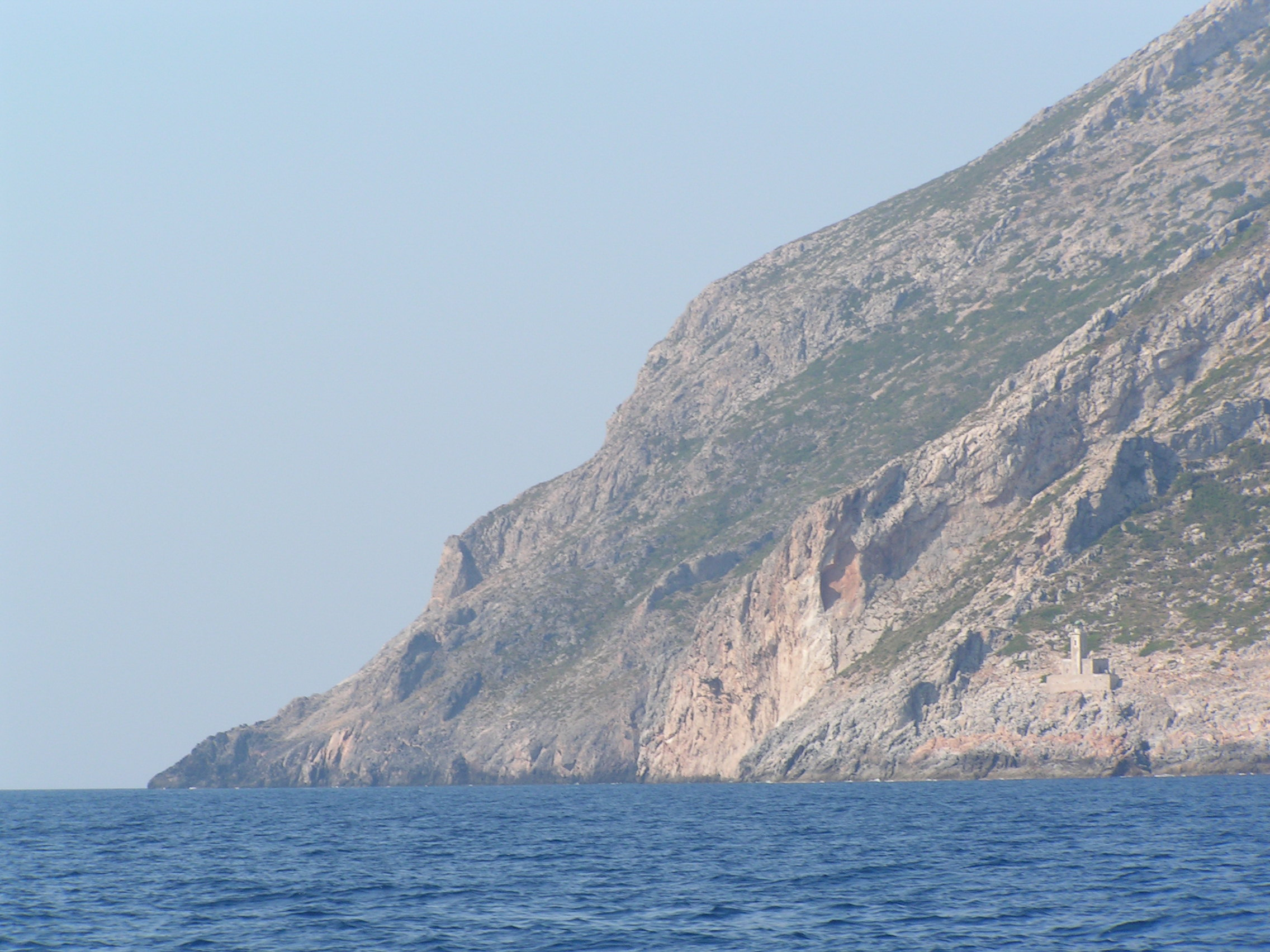
马莱阿斯角，圖右方有一座燈塔

马莱阿斯角（希臘語：Ακρωτήριο Μαλέας），是希腊伯罗奔尼撒半島东南端的一个海角，位於拉科尼亚专区，與克里特島之間隔著基西拉海峡。马莱阿斯角的西側是拉科尼亞灣。
马莱阿斯角附近的天气多变，致使基西拉海峡成为了一条危险的航道，包括奥德修斯在内的历史上许多船只均在此遇险。科林斯运河开辟后，该航道的重要性方才有所下降。